# Peggy Mampaey
Peggy Mampaey (* um 1972) ist eine belgische Badmintonspielerin.

## Karriere
Peggy Mampaey wurde 1993 erstmals nationale belgische Meisterin. Zehn weitere Titelgewinne folgten bis 2001. 1995 nahm sie an den Badminton-Weltmeisterschaften teil, kam aber bei beiden Starts im Einzel und im Mixed nicht über Rang 65 hinas.

## Sportliche Erfolge
| Saison    | Veranstaltung                               | Disziplin   | Platz | Name                              |
| --------- | ------------------------------------------- | ----------- | ----- | --------------------------------- |
| 1990/1991 | Belgien: Einzelmeisterschaften der Junioren | Damendoppel | 1     | Els Baert / Peggy Mampaey         |
| 1992/1993 | Belgien: Einzelmeisterschaften              | Damendoppel | 1     | Ingrid Swiggers / Peggy Mampaey   |
| 1993/1994 | Belgien: Einzelmeisterschaften              | Damendoppel | 1     | Caroline Persyn / Peggy Mampaey   |
| 1994/1995 | Belgien: Einzelmeisterschaften              | Mixed       | 1     | Dalli Cardillo / Peggy Mampaey    |
| 1994/1995 | Belgien: Einzelmeisterschaften              | Dameneinzel | 1     | Peggy Mampaey                     |
| 1994/1995 | Belgien: Einzelmeisterschaften              | Damendoppel | 1     | Caroline Persyn / Peggy Mampaey   |
| 1996/1997 | Belgien: Einzelmeisterschaften              | Mixed       | 1     | David Vandewinkel / Peggy Mampaey |
| 1998/1999 | Belgien: Einzelmeisterschaften              | Dameneinzel | 1     | Peggy Mampaey                     |
| 1998/1999 | Belgien: Einzelmeisterschaften              | Damendoppel | 1     | Peggy Mampaey / Manon Albinus     |
| 1999/2000 | Belgien: Einzelmeisterschaften              | Dameneinzel | 1     | Peggy Mampaey                     |
| 1999/2000 | Belgien: Einzelmeisterschaften              | Damendoppel | 1     | Peggy Mampaey / Manon Albinus     |
| 2000/2001 | Belgien: Einzelmeisterschaften              | Damendoppel | 1     | Peggy Mampaey / Manon Albinus     |